# Pryderi
Pryderi [prɘderi] ist in der Walisischen Mythologie der Sohn des Königs Pwyll und seiner Gattin Rhiannon.

## Mythologie

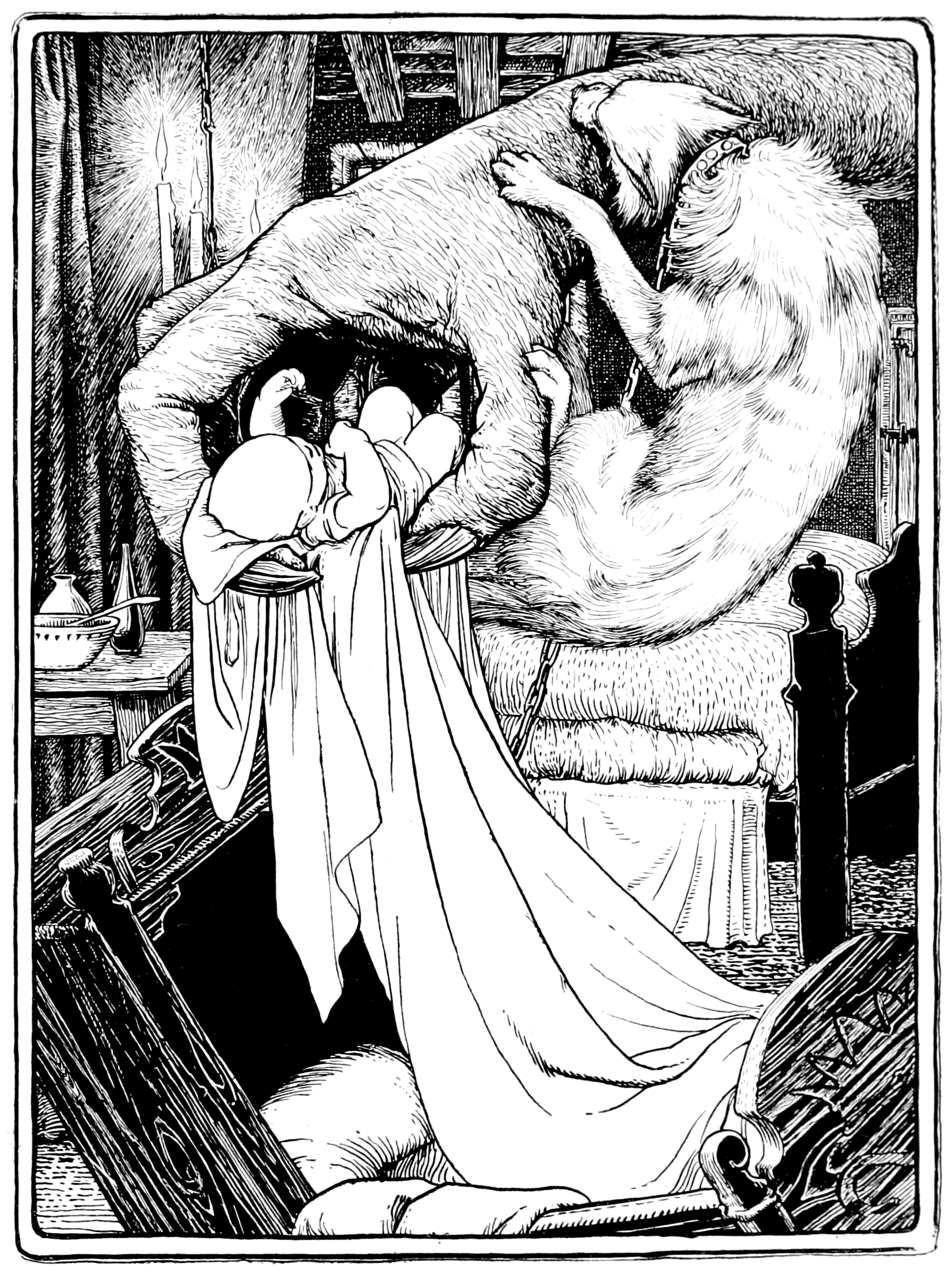
Pryderis Entführung

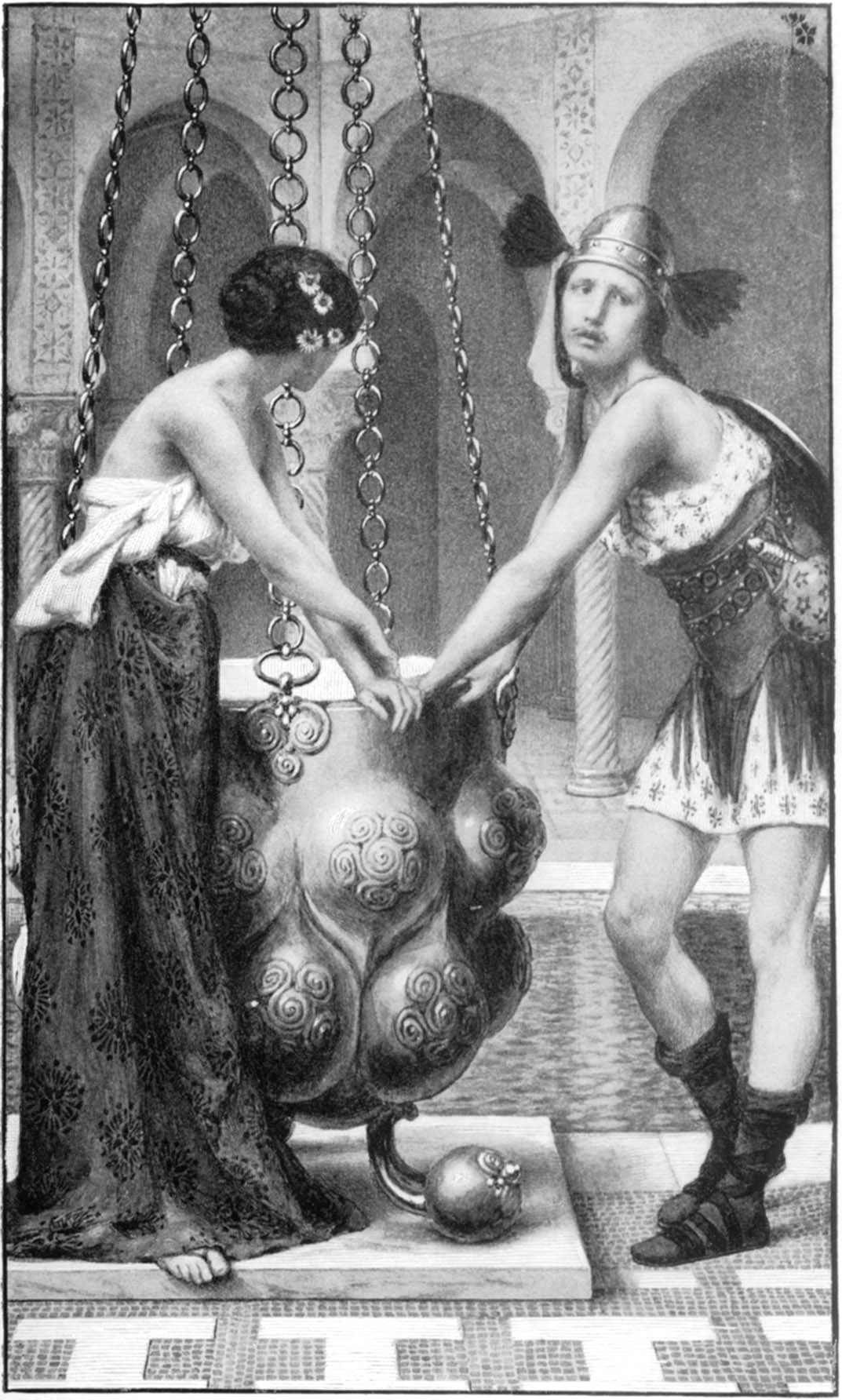
Pryderi und Rhiannon gefangen vom Zauberkessel

Im Mabinogion wird Pryderis Geschick erzählt – er ist die einzige Person, die in allen vier Zweigen vorkommt. In Pwyll Pendefig Dyfed („Pwyll, Fürst von Dyfed“), wird Pwyll, dem König von Dyfed, von dessen Gattin Rhiannon nach langen Ehejahren endlich ein Sohn geboren. Da dieser in der Nacht auf geheimnisvolle Weise spurlos verschwindet, wird sie angeklagt, ihn getötet und verzehrt zu haben. Die Edlen des Reiches fordern ihren Tod oder die Verbannung, aber Pwyll ist dagegen.

„Sie hatten keinen Grund, mich zur Trennung von meiner Frau aufzufordern, außer dass sie kinderlos war. Nun aber weiß ich, dass sie ein Kind hat, und ich werde mich nicht von ihr trennen. Wenn sie etwas Unrechtes getan hat, mag sie ihre Strafe dafür auf sich nehmen.“

Zur Strafe muss sie jeden Besucher des Königssitzes auf ihrem Rücken vom Tor zur Halle tragen. Eines Tages kann Teyrnon, ein Gefolgsmann Pwylls, den Raub seines Fohlens verhindern und findet gleichzeitig ein Baby vor seinem Haus, dem er den Namen Gwri Goldhaar gibt. Er erkennt bald die Ähnlichkeit zu Pwyll, bringt ihm das Kind und Rhiannon wird von ihrer Strafe befreit. Zur Erinnerung an die schwere Zeit nennt sie den Knaben Pryderi (kymrisch „Kummer, Angst“). Der Knabe wird einem treuen Gefolgsmann Pwylls namens Pendaran Dyfed zur Erziehung übergeben. In einer älteren Version der Sage soll Pendaran Dyfed der leibliche Vater von Pryderi sein.
Nach Pwylls Tod heiratet Pryderi Cigfa, die Tochter von Gwyn (Gwydyon [?]) und wird König von Dyfed. Er zieht mit dem Hochkönig Bran der Gesegnete nach Irland, um die Schmach von Branwen, der Schwester Brans zu rächen (siehe Branwen ferch Llŷr, „Branwen, die Tochter Llŷrs“). Mit nur sieben Überlebenden, darunter Brans Bruder Manawydan, und Brans Haupt kehrt er nach Wales zurück. In Manawydan fab Llŷr („Manawydan, der Sohn Llŷrs“) wird erzählt, wie Gwawl, der alte Rivale seines Vaters, um die Gunst von Rhiannon, seinen Freund Llwyd ap Cil Coed dazu anstiftet, das ganze Land durch einen Zaubernebel zu entvölkern und alle Tiere verschwinden zu lassen. Auch Pryderi und Rhiannon geraten durch einen Zauberkessel in die Gefangenschaft der Unterwelt. Manawydan, der zum zweiten Gatten Rhiannons geworden war, kann sie mit Hilfe seiner Zauberkräfte befreien und dem Lande die Fruchtbarkeit zurückgeben.
Pryderis wertvollster Besitz, eine Schweineherde, die seinem Vater Pwyll einst von Arawn, dem Herrscher der Unterwelt, geschenkt worden war (Schweine sind Unterwelts-Tiere), ist der Grund seines Todes. In Math fab Mathonwy („Math, der Sohn Mathonwys“) stehlen sein Schwiegervater (?) Gwydyon und dessen Bruder Gilfaethwy die Herde, verwickeln ihn in einen Krieg und im Zweikampf tötet Gwydyon Pryderi.

„‚Herr‘, sprach Gwydyon, ‚ich habe gehört, dass eine Art von Tieren nach dem Süden gekommen ist, wie sie niemals zuvor auf diese Insel gelangte.‘ […] ‚Kleine Tiere, und ihr Fleisch ist besser als Rindfleisch.‘ ‚Wem gehören sie?‘ ‚Pryderi, dem Sohne Pwylls. Ihm wurden sie aus Annwn von Arawn, dem König von Annwn, geschickt.‘“

Zusammen mit Coll fab Collfrewi und Drystan fab Tallwch zählt er nach den Trioedd Ynys Prydein („Die Triaden der Insel Britannien“) zu den „drei mächtigsten Schweinehirten der Insel Britannien“.
Pryderi wird auch im Gedicht Preiddeu Annwfn, das Taliesin zugeschrieben wird, gemeinsam mit Pwyll genannt (Ebostol Pwyll a Phryderi, „Die Geschichte von Pwyll und Pryderi“).